# تهران تایمز
تهران تایمز (به انگلیسی: Tehran Times) نام یک روزنامه انگلیسی‌زبان چاپ ایران است که از تاریخ ۳۱ اردیبهشت ۱۳۵۸ با نام تهران جورنال رسماً انتشار خود را آغاز کرد. روزنامه تهران تایمز علاوه بر انتشار اینترنتی، در ۱۲ صفحه در موضوعاتی شامل سیاسی، اقتصادی، اجتماعی، ورزشی، فرهنگی ،بین الملل و توریسم عنوان‌بندی و منتشر می‌شود. سازمان تبلیغات اسلامی صاحب امتیازی روزنامه تهران تایمز را برعهده دارد و مدیرمسئول تهران تایمز همزمان مدیریت خبرگزاری مهر را نیز عهده‌دار است. مدیر مسئول کنونی روزنامه تهران تایمز و خبرگزاری مهر، محمد شجاعیان زنجانی  است.
شجاعیان روز ۲۴ فروردین ۱۳۹۹ طی حکمی علی‌اکبر جناب‌زاده را به عنوان سردبیر روزنامه تهران تایمز منصوب کرد. جناب‌زاده کارشناس ارشد حقوق بین‌الملل، مترجم و روزنامه‌نگار است. 
این روزنامه مخاطبانی از قشرهای مختلف شامل دانشجویان، زبان‌پژوهان و زبان‌شناسان، و توریست‌ها و اشخاص میهمان در ایران که تسلط ضعیفی به زبان فارسی دارند، برخوردار است. بنا به‌گفتهٔ مسئولان این روزنامه، میهمانان خارجی هم از طریق هتل‌ها و سفارت‌خانه‌ها به این روزنامه دسترسی دارند.
در سال ۲۰۱۰، در چهارمین دوره انتخاب بهترین سایت‌های خبری آسیا توسط «بنیاد رسانه‌های جمعی سریلانکا»، روزنامه انگلیسی‌زبان تهران تایمز از ایران، جایزه بهترین وبسایت خبری سال را دریافت کرد.